# ジェフ・プルート
ジェフ・プルート（Jeff Pruitt、1969年4月5日 - ）は、アメリカ合衆国のスタントマン、マーシャルアーティスト、スタント・コーディネーター、アクション監督。ジョージア州ホーマー出身。妻はスタントウーマンのソフィア・クロフォード。離婚歴有り。

## 人物
早くから格闘技を始め、ティーンエイジャー時代には空手トーナメントに出場。同時期にはモトクロスも行っていた。
エキストラを経てスタント活動を開始。故郷のジョージア州で活動した後、カリフォルニア州ロサンゼルスに拠点を移す。過去にはアシスタント・ディレクターやカメラ技師としても活動していた。
コーディネーターとして参加している作品においても自らスタントをこなすこともあるが、骨が脆く、撮影中に骨折することも多かったとされる。
『ポリス・ストーリー/香港国際警察』を見たことからジャッキー・チェンのアクションに影響を受け、アメリカのアクションに香港風アクションを取り込んだ最初のスタント・コーディネーターの1人とされている。
ジャッキー映画のビデオを借りにレンタルビデオ店に訪れたことがきっかけで坂本浩一と出会い、彼を『アンダーカバー』の現場に自分のアシスタントとして参加させ、坂本の米国デビューを手助けをする。
それ以降、「ジェフとコーイチ」としてパートナーを組んで活動するが、坂本の名前が売れていくに連れて関係が悪化。『デッドリーターゲット 襲撃』撮影中、自身の担当ではない殺陣について干渉したことでファイト・コレオグラファーのウィンストン・オメガとトラブルになり、その影響で坂本との関係も解消することになる。
1994年、当時ヒットしていた『パワーレンジャー』のスタッフが「ジェフとコーイチ」の存在を知っていたことから坂本とともに面接を受け、同作のアクション監督として採用される（坂本は辞退）が、同作の劇場版『パワーレンジャー・映画版』の撮影中、20世紀フォックスの判断で解雇される。それがきっかけでテレビシリーズも降板となり、後任は坂本が担当した。
プルートの殺陣は裏拳打ちを多用するのが特徴で、カンフーを踊りだと解釈しており、嫌っていたとされる。

## 参加作品

### テレビドラマ（スタッフ）
- パワーレンジャー Mighty Morphin' Power Rangers(1994 - 1995) - セカンドユニット監督（第51 - 103話）、スタント・コレオグラファー（第51 - 103話）
- Roseanne(1996) - スタント・コーディネーター
- The New Adventures of Robin Hood(1997) - セカンドユニット監督、スタント・コーディネーター
- バフィー 〜恋する十字架〜 Buffy the Vampire Slayer(1997 - 2000) - スタント・コーディネーター、セカンドユニット監督
- Sheena(2000) - セカンドユニット監督
- CIA:ザ・エージェンシー The Agency(2001 - 2003) - スタント・コーディネーター
- 超能力ファミリー サンダーマン The Thundermans(2014) - アクション・コーディネーター

### 映画（スタッフ）
- アンダー・カバー Martial Law II: Undercover/Karate Cop(1991) - ファイト・コーディネーター
- アンダー・カバー/炎の復讐 Mission of Justice(1992) - スタント・コーディネーター、ファイト・コレオグラファー
- デッドリーターゲット 襲撃 Deadly Target(1994) - スタント・コーディネーター、セカンドユニット監督
- パワーレンジャー・映画版 Mighty Morphin Power Rangers The Movie(1995) - スタント・コーディネーター、セカンドユニット監督、ファイティング・コーディネーター※撮影中に解雇[6]
- The Hunter(1995) - アクション監督、スタント・コーディネーター
- Lollipops(2009) - スタント・リガー
- Three Bullets(2009) - スタント・リガー
- NO ONE LIVES ノー・ワン・リヴズ No One Lives(2012) - スタント・リガー
- バトル・ハザード Battle of the Damned(2013) - スタント・リガー
- デッド・ハンティング Preservation(2014) - スタント・リガー
- ゾンビスクール! Cooties(2015) - スタント・リガー

### テレビ映画（スタッフ）
- Red Skies(2002) - スタント・コーディネーター

### オリジナルビデオ（スタッフ）
- バウンティーハンター 死の報酬 Bounty Tracker(1992) - スタント・コーディネーター
- アンダーカバー/マーシャル・コップ Martial Outlaw(1993) - スタント・コーディネーター、ファイト・コレオグラファー
- スキャナーズ ニュー・エッジ/ザカリアス Scanner Cop(1993) - スタント・コーディネーター
- Open Fire(1994) - スタント・コーディネーター
- ブレード/妖剣伝説 Sword of Honor(1996) - セカンドユニット監督、スタント・コーディネーター、アディショナル・エディター
- タイムコップ2 Timecop: The Berlin Decision(2003) - スタント・コーディネーター

### テレビアニメ（スタッフ）
- Action Man(1995) - 実写パート監督、スタント・コーディネーター、スタント・リガー

### ゲーム（スタッフ）
- Buffy the Vampire Slayer(2002) - スタント・コーディネーター

### テレビドラマ（出演）
- スタートレック:ディープ・スペース・ナイン Star Trek: Deep Space Nine(1993 - 1994)
  - 第13話「戦慄のガンマ宇宙域 / Battle Lines」 - ノル・エニス派の兵士
  - 第18話「反逆のテレパス・エネルギー / Dramatis Personae」 - ベイジョー士官
  - 第41話「戦争回避 後編 / The Maquis: Part 2」 - 護衛
- バフィー 〜恋する十字架〜 Buffy the Vampire Slayer(1997 - 1998)
  - 第23話「テッド / Ted」 - バンパイア1
  - 第35話「アン / Anne」 - バウンス
- V.I.P. V.I.P.(1999) - スタント
- Sheena(2000) - スタント
- She Spies(2003) - スタント
- Matador(2014) - スタントダブル（ジェームズ・カリス）

### 映画（出演）
- アンダー・カバー Martial Law II: Undercover/Karate Cop(1991) - ジョンソン
- バットマン リターンズ Batman Returns(1992) - スタント
- Sweet Justice(1992) - ナイフの男
- アンダー・カバー/炎の復讐 Mission of Justice(1992) - セル、スタントダブル（ジェフ・ウィンコット）
- 悪魔のドアの向う側 Witchboard 2: The Devil's Doorway(1993) - スタント
- ザ・ファンタスティック・フォー The Fantastic Four(1994) - スタント
- ダブルドラゴン Double Dragon(1994) - スタント
- Tryst(1995) - スタント
- ラストマン・スタンディング Last Man Standing(1996) - スタント
- ワイルド・ホーク The Bad Pack(1997) - グリフィン、スタント
- BLACK SEA RAID Black Sea Raid(2000) - 麻薬の売人
- Before She Met Me(2000) - スタント
- エイリアス Alias(2002) - スタント
- 隣のヒットマンズ 全弾発射 The Whole Ten Yards(2004) - スタント
- トリプルX ネクスト・レベル xXx: State of the Union(2005) - スタント
- Color of the Cross(2006) - スタント
- Over Her Dead Body(2008) - スタント
- Black Dynamite(2009) - スタント
- Tea and Remembrance(2009) - キス男
- Lollipops(2009) - エビデンス・オフィサー
- Taken by Force(2010) - スタント
- The Code-Genesis(2011) - 医者2
- バトル・ハザード Battle of the Damned(2013) - スマイリー
- ストレイト・アウタ・コンプトン Straight Outta Compton(2015) - スタント

### テレビ映画（出演）
- パパはキャリア・ウーマン/肉親探し大騒動 Based on an Untrue Story(1993) - スタント
- バトル・オブ・バミューダトライアングル Bermuda Tentacles(2014) - スタント

### オリジナルビデオ（出演）
- バウンティーハンター 死の報酬 Bounty Tracker(1992) - プンチャック1
- アンダーカバー/マーシャル・コップ Martial Outlaw(1993) - スタント
- サイボーグ2 Cyborg 2(1993) - スタント
- スキャナーズ ニュー・エッジ/ザカリアス Scanner Cop(1993) - パトレリ巡査、スタント
- Open Fire(1994) - ルーキー
- グーリーズ/肉体の小悪魔 Ghoulies IV(1994) - スタント
- ブレード/妖剣伝説 Sword of Honor(1996) - アラン
- タイムコップ2 Timecop: The Berlin Decision(2003) - 看守3、スタント
- インデペンデンス・デイ2016 Independents' Day (2016) - スタント

### ドキュメンタリー（出演）
- Behind the Mask: Celebrating the Stunt Team(2012)
- Battling the Damned(2014)

### ゲーム（出演）
- Buffy the Vampire Slayer(2002) - モーションキャプチャー